# Gara Banca, Vaslui
Gara Banca este satul de reședință al comunei Banca din județul Vaslui, Moldova, România. Se află în partea de sud a județului, în Dealurile Fălciului, pe partea stângă a Bârladului.